# Orkan M87
Pour les articles homonymes, voir M87.

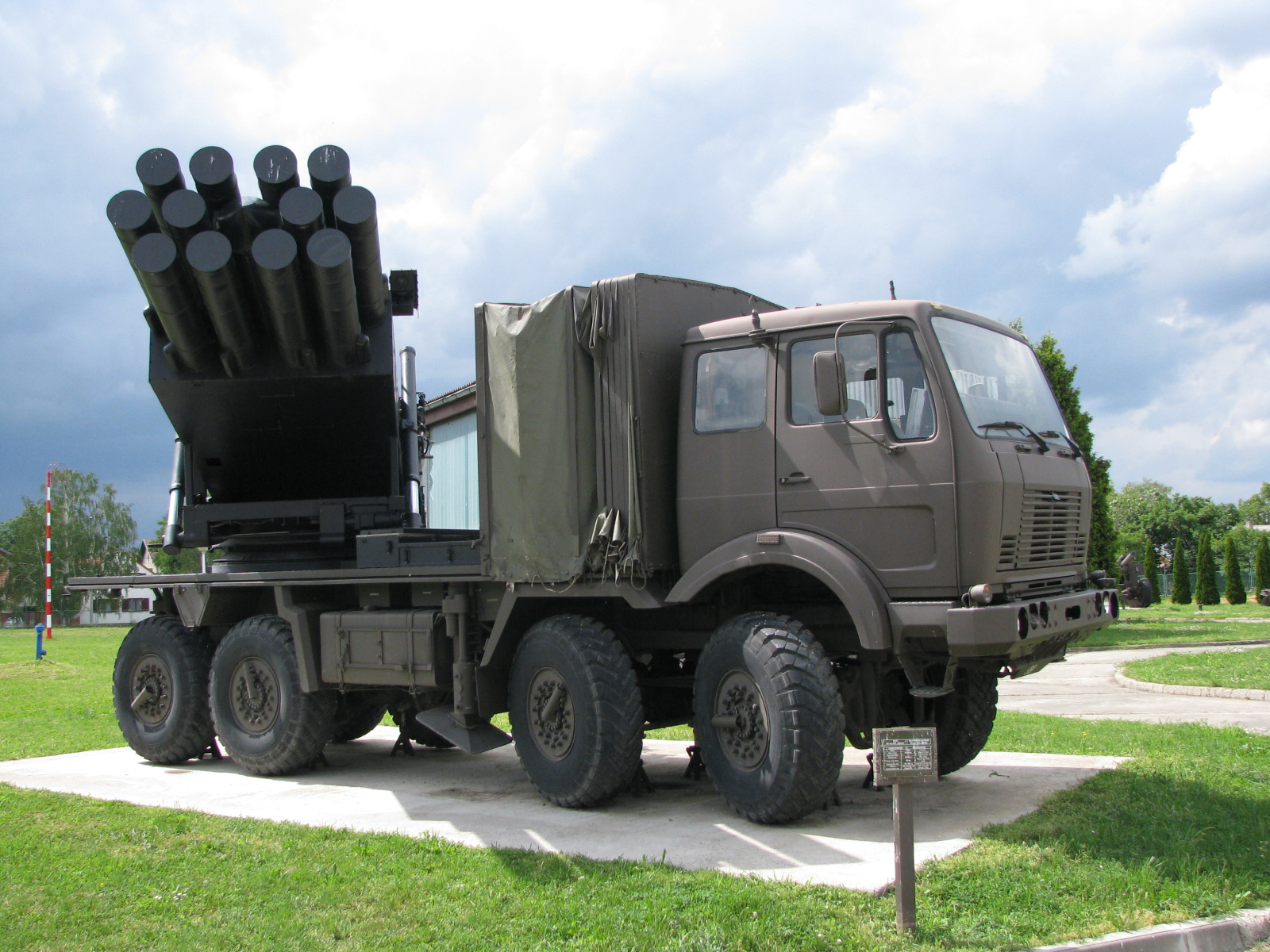
Orkan M87

Le M87 "Orkan" est un lance-roquettes multiples (LRM) d'origine yougoslave.

## Historique
Le développement du système Orkan M87 (Ouragan) a débuté en 1980 comme projet commun entre la Yougoslavie et l’Irak. Le développement du prototype s’est terminé en 1985 puis a été testé en août 1987 dans le désert irakien.
Fin 1988, les premiers lanceurs étaient livrés à l’Armée populaire yougoslave (JNA).

## Caractéristiques
Le système de missiles M87 Orkan a été conçu comme un support aux régiments et corps d’armées. Très efficace contre les fantassins et véhicules, il peut être également utilisé contre les unités blindées.
Le lanceur est disposé sur un châssis de camion tout terrain FAP 3232 BDS/A, en configuration 8×8 roues motrices. Le véhicule a une masse de 15 tonnes et 32 tonnes en configuration de combat. Son moteur diesel à injection directe délivre une puissance de 235 kW, et un système de suspension pneumatique améliore les déplacements en dehors des routes.
Les 5 membres d'équipage se trouvent à l’avant du véhicule, dans une cabine climatisée. Sur la plate-forme arrière est disposé un lanceur de 12 tubes avec un déplacement horizontal de 220° et une élévation de –0,5° (+22° au-dessus de la cabine) à 56°. Lors des phases de tirs, l’équipage abandonne la cabine et effectue les mises à feu à distance grâce à une télécommande.
La roquette R-262 M87 Orkan a été développée en deux versions, l’une avec sous-munitions antipersonnel et l’autre avec sous-munitions antichars.
- La première version contient 288 mines antipersonnel qui sont larguées à une altitude de 800 à 1000 mètres. La surface couverte représente environ 2 hectares et le rayon d’action de chaque mine est de 10 mètres. Le calibre de la mine est 40 mm avec une masse de 245 grammes, et une capacité de perforation de 60 mm.
- La seconde version est constituée de roquettes antichars avec 8 conteneurs en acier de 24 mines. La chute du conteneur est freinée par un parachute et après 2,5 secondes les mines sont éjectées. La chute des mines est freinée par 4 petites ailes. Leur calibre est de 105 mm pour une masse de 1,8 kg et une capacité de perforation de 40 mm. L’allumeur réagit aux variations au champ magnétique et la mine s’autodétruit au bout de 24 heures.

La portée des roquettes est régulée par le changement de l’élévation de la rampe et l’activation de freins aérodynamiques sur les roquettes. Leur portée minimale est de 5 km et maximale de 50 km. Les tirs sont effectués grâce à une télécommande au coup par coup ou en rafale avec un intervalle de 2 à 4 secondes.
Une batterie du système Orkan est constituée d’un véhicule de transport de roquettes comportant 24 roquettes et d’un véhicule qui effectue les manœuvres de chargement et déchargement des tubes en 30 minutes. 
Le véhicule de lancement est également équipé d’une mitrailleuse lourde d’un calibre de 12,7 mm disposée sur le toit de la cabine. 
Un très petit nombre de lance-roquettes multiples Orkan a été produit en Yougoslavie. Avec la désintégration du pays, la production a été stoppée.
En république fédérale de Yougoslavie, une variante sous le nom de Orkan-2 avec 4 tubes de 262 mm disposés sur un véhicule Luna-M (FROG-7) était proposée à l’exportation comme une modernisation de ce système.

## Opérateurs
- Serbie
- Bosnie-Herzégovine
- Croatie

## Projets similaires
- SILAM (LRM)